# Montecalvo Versiggia
Montecalvo Versiggia – miejscowość i gmina we Włoszech, w regionie Lombardia, w prowincji Pawia.
Według danych na rok 2004 gminę zamieszkiwały 554 osoby, 50,4 os./km².